# Kaple svaté Kateřiny (Nynice)
Kaple svaté Kateřiny je barokní kaple na návsi v Nynicích, asi 20 km severovýchodně od Plzně. Od roku 1958 je chráněna jako kulturní památka ČR.

## Historie
Kaple stojí na uměle navršeném pahorku v severní polovině návsi, které dominuje. Její výstavbu zahájil plaský klášter v roce 1696 za opata Ondřeje Trojera, dokončena byla až v roce 1701 za jeho nástupce Evžena Tyttla. Stavbu vedl klášterní stavitel Matěj Kondel, pravděpodobně podle projektu francouzského architekta Jana Baptisty Matheye, který na sklonku svého života pro klášter pracoval.

## Stavební podoba
Vznosná kaple je centrální stavbou na půdorysu rovnoramenného kříže. Hlavní průčelí nese štít s tympanonem, ozdobené je volutami. Nad křížením ramen je na střeše umístěna sanktusová věžička, ve které býval umístěný zvon z roku 1680. Původní zvon v roce 1897 pukl a byl nahrazen novým.
Interiér kaple je členěn konkávním toskánskými pilastry, které nesou zalamující se kladí. Sešikmené stěny jsou orientovány do středního prostoru a členěny vpadlými pravoúhlými výplněmi, prostřední z nich obsahují niky. Okna jsou umístěna na choru a v čelních stěnách, ty jsou hladké. Velký centrální prostor v interiéru je zaklenut plackou, stropy ramen valenými pasy oddělenými klenbami.
Nad vchodem do kaple je umístěna pamětní kamenná deska s latinským chronogramem: Capella ista honore sancte Catharine aedificata fecit ab Andrea Troie atque Eugenio Tyttl Abbatigres plassensibus prepositisque Lipensibus. Po pravé straně vchodu je novodobá pamětní deska.
Fasáda kaple spolu s krovem a střešní krytinou byla opravena v roce 2000–2001.